# Paulo Cezar Costa
Paulo Cezar Costa (Valença, 20. srpnja 1967.) brazilski je prelat Katoličke Crkve koji je metropolitski nadbiskup Brazilije od prosinca 2020.
Papa Franjo ga je 27. kolovoza 2022. proglasio svećenikom kardinalom dodijelivši mu naslov Santi Bonifacio ed Alessio.